# 순정만화
순정만화(純情漫畵)는 대한민국에서 널리 쓰이는 한국 만화 장르의 명칭이다. ‘순정만화’의 명칭은 1950년대에 등장하였다. 대체로 주 작가층이 여성이다. 일본에서는 비슷한 뜻으로 ‘소녀만화(少女漫画 쇼조망가[*])’라는 표현이 사용된다.

## 순정 만화 잡지
| 제호     | 창간   | 폐간   | 발행       | 비고               |
| -------- | ------ | ------ | ---------- | ------------------ |
| 르네상스 | 1988년 | 1994년 | 서화       |                    |
| 하이센스 | 1989년 | 1994년 | 하얀샘     |                    |
| 댕기     | 1991년 | 1996년 | 육영재단   |                    |
| 나나     | 1992년 | 1997년 | 예원문화사 |                    |
| 투유     | 1993년 | 1994년 | 예원문화사 |                    |
| 터치     | 1993년 | 1995년 | 대원       |                    |
| 윙크     | 1993년 |        | 서울문화사 | 웹진 전환 (2012년) |
| 화이트   | 1995년 | 2001년 | 대원       |                    |
| 마인     | 1995년 | 1996년 | 육영재단   |                    |
| 밍크     | 1995년 | 2000년 | 서울문화사 |                    |
| 이슈     | 1995년 |        | 대원씨아이 |                    |
| 파티     | 1997년 |        | 학산문화사 |                    |
| 나인     | 1997년 | 2001년 | 서울문화사 |                    |
| 케이크   | 1999년 | 2002년 | 시공사     |                    |
| 해피     | 2000년 | 2002년 | 대원씨아이 |                    |
| 쥬티     | 2000년 | 2002년 | 학산문화사 |                    |
| 비쥬     | 2002년 | 2004년 | 시공사     |                    |
| 슈가     | 2002년 | 2007년 | 서울문화사 | 웹진 전환 (2005년) |
| 오후     | 2003년 | 2004년 | 시공사     |                    |
| 허브     | 2004년 | 2006년 | 허브       |                    |
| 그루     | 2008년 | 2010년 | 절대교감   |                    |

## 같이 보기
- 소녀만화
- 명랑만화

## 참고자료
- 곽선영. “여성장르로서의 순정만화의 특성에 관한 연구”. 2007년 12월 30일에 확인함.[깨진 링크(과거 내용 찾기)]
- 깜악귀. “한국 순정만화 되돌아보기”. 2007년 12월 30일에 확인함.[깨진 링크(과거 내용 찾기)]